# Diocèse suburbicaire de Frascati
Le diocèse suburbicaire de Frascati est l'un des sept diocèses situés proche de Rome (d'où le nom de diocèse suburbicaire) et dépendant du diocèse romain.
Le siège épiscopal se trouve à la cathédrale Saint-Pierre-apôtre de Frascati.

## Territoire
Le territoire diocésain s'étend sur les communes de Frascati, Monte Porzio Catone, Colonna, Monte Compatri, Rocca Priora, Rocca di Papa, Grottaferrata et une partie de la périphérie sud-est de Rome.
L'ensemble compte 24 paroisses.